# خوادم مايكروسوفت
خوادم مايكروسوفت (بالإنجليزية: Microsoft Servers)‏ أو نظام خادم مايكروسوفت سابقاً (بالإنجليزية: Microsoft Server System)‏ هو علامة تجارية لخط منتجات خوادم شركة مايكروسوفت.
يضم خط الإنتاج هذا النسخ الخوادم من نظام تشغيل مايكروسوفت ويندوز نفسه بالإضافة إلى منتجات تستهدف سوق أعمال أكبر.

## الخوادم
في 2006، ضم خط إنتاج خوادم مايكروسوفت الخوادم التالية:
- مايكروسوفت بزتوك سيرفر (بالإنجليزية: Microsoft BizTalk Server)‏ - حاشد لخدمات المشاريع (بالإنجليزية: enterprise service bus)‏
- مايكروسوفت كومرس سيرفر (بالإنجليزية: Microsoft Commerce Server)‏ - خادم لبناء نظم التجارة الإلكترونية
- مايكروسوفت إكستشانج سيرفر - خادم للبريد الإلكتروني والبرامج التعاونية
- خادمات معلومات الإنترنت - خادوم وب
- مايكروسوفت فورفرونت (بالإنجليزية: Microsoft Forefront)‏ - خط إنتاج لبرمجيات التأمين التجارية
- خادم مايكروسوفت لتكامل المضيف (بالإنجليزية: Microsoft Host Integration Server)‏ - تطبيق عبارات يوفر الربط بين شبكات ويندوز والحواسب الكبيرة من آي‌ بي‌ إم
- خادم مايكروسوفت لتكامل الهوية (بالإنجليزية: Microsoft Identity Integration Server)‏ - منتج لإدارة الهوية الإلكترونية
- عبارات مايكروسوفت فورفرونت وإدارة مخاطر الأمان (بالإنجليزية: Microsoft Forefront Threat Management Gateway)‏ - جدار ناري وبروكسي تخزين
- مايكروسوفت سبيتش سيرفر (بالإنجليزية: Microsoft Speech Server)‏ - برمجيات التعرف على الكلام (بالإنجليزية: Speech Recognition)‏ وإنتاجه (بالإنجليزية: Speech Synthesis)‏ صناعياً
- ميكروسوفت إس كيو إل سيرفر - نظام إدارة قواعد البيانات علائقي
- الملقم الافتراضي - لنظم التشغيل التخيلية
- خادم عنقود مايكروسوفت (بالإنجليزية: Windows Compute Cluster Server)‏ - خادم عنقود للحوسبة فائقة السرعة
- خادم ويندوز (بالإنجليزية: Windows Server)‏ نظام تشغيل خادم، ويطلق هذا الاسم على الخوادم التالية:
  - ويندوز سيرفر 2003
  - ويندوز سيرفر 2008
  - مايكروسوفت ويندوز خادم 7
  - مايكروسوفت ويندوز الخادم HPC 2008 (بالإنجليزية: Windows HPC Server 2008)‏)
  - ويندوز سمول بيزنس سيرفر
  - ويندوز الخادم للأعمال الصغيرة (بالإنجليزية: Windows Essential Business Server)‏
  - ويندوز هوم سيرفر - نظام تشغيل خادم منزلي
- خدمات تحديث ويندوز الخادم (بالإنجليزية: Windows Server Update Services)‏ - خدمات تحديث للويندوز والبرامج الأخرى
- ويندوز إسينشال بيزنس سيرفر (بالإنجليزية: Windows Essential Business Server)‏ - خادم ويندوز للشركات متوسطة الحجم
- خادم تخزين ويندوز (بالإنجليزية: Windows Storage Server)‏ - إصدار من ويندوز سيرفر يركز على خدمة تخزين الملفات

## خوادم مايكروسوفت أوفيس
بعض المنتجات المحتواة في خوادم مايكروسوفت مصممة خصيصاً للتعامل مع مايكروسوفت أوفيس، من هذه المنتجات:
- خادم نماذج مايكروسوفت أوفيس (بالإنجليزية: Microsoft Office Forms Server)‏ - خادم للنماذج الإلكترونية
- مساحة عمل مايكروسوفت شير بوينت (بالإنجليزية: Microsoft SharePoint Workspace)‏
- خادم اتصالات مايكروسوفت أوفيس (بالإنجليزية: Microsoft Lync Server)‏ - خادم تراسل فوري يتكامل مع نظم هواتف PBX ومع Microsoft Lync
- خادم مايكروسوفت أوفيس بروجكت (بالإنجليزية: Microsoft Office Project Server)‏ - خدمات إدارة الموارد للمشاريع، يعمل كخادم لمايكروسوفت بروجكت
- خادم مايكروسوفت شير بوينت (بالإنجليزية: Microsoft SharePoint Server)‏ - بوابة إنترانت تسهل نشر ومشاركة المعلومات والبحث فيها
- خادم مايكروسوفت أوفيس نقطة الأداء (بالإنجليزية: Microsoft Office PerformancePoint Server)‏ - خادم لإدارة أداء الأعمال
- خادم بحث مايكروسوفت (بالإنجليزية: Microsoft Search Server)‏ (سابقاً)
- محرك بحث شير بوينت (بالإنجليزية: SharePoint Search)‏ - محرك بحث للشركات

## تقنيات أخرى
هذه بعض التقنيات التي ضمنتها مايكروسوفت في نظام التشغيل مايكروسوفت ويندوز بعيداً عن نظام الخادم:
- خدمات سطح المكتب البعيد (بالإنجليزية: Remote Desktop Services)‏ - تمكن المستخدمين من الدخول على سطح مكتب ويندوز عن بعد
- خدمات وسائط ويندوز (بالإنجليزية: Windows Media Services)‏ - خدمات بث حي للوسائط المتعددة
- خدمات إدارة الحقوق (بالإنجليزية: Rights Management Services)‏
- هايبر-في (بالإنجليزية: Hyper-V)‏

## خدمات تم وقفها
- خدمات ويندوز ليونكس (بالإنجليزية: Windows Services for UNIX)‏ - كان من الممكن تثبيت نظام إنتريكس (بالإنجليزية: Interix)‏ المجاني من مايكروسوفت والذي يدعم تشغيل بيئة يونكس وPOSIX داخل ويندوز إن تي
- خادم مايكروسوفت باك-أوفيس (بالإنجليزية: Microsoft BackOffice Server)‏
- خادم مايكروسوفت لإدارة المحتوى (بالإنجليزية: Microsoft Content Management Server)‏ - تم دمجه إلى خادم مايكروسوفت شير بوينت (بالإنجليزية: Microsoft SharePoint Server)‏
- خادم المواقع (بالإنجليزية: Microsoft Site Server)‏ - استبدل بمايكروسوفت كومرس سيرفر (بالإنجليزية: Microsoft Commerce Server)‏
- خادم مايكروسوفت بروكسي (بالإنجليزية: Microsoft Proxy Server)‏ - استبدل بعبارات مايكروسوفت فورفرونت وإدارة مخاطر الأمان (بالإنجليزية: Microsoft Forefront Threat Management Gateway)‏

## وصلات خارجية
- الصفحة الرئيسية لخوادم مايكروسوفت
- الصفحة الرئيسية لمايكروسوفت سيستم سينتر